# Federico Ramos
Leonardo Federico Ramos Melgar, noto semplicemente come Federico Ramos (Piriápolis, 16 settembre 1991), è un calciatore uruguaiano, attaccante del Piriápolis.

## Caratteristiche tecniche
È una seconda punta.

## Carriera
Cresciuto nel settore giovanile del Miramar Misiones, ha esordito in prima squadra l'8 settembre 2013 disputando l'incontro di Primera División Profesional pareggiato 1-1 contro il Rentistas.